# Одеон (станция метро)
«Одеон» (фр. Odéon) — пересадочный узел линий 4 и 10 Парижского метрополитена. Расположена в VI округе Парижа. Назван по одноимённому драматическому театру, расположенному рядом со станцией. На станции установлены автоматические платформенные ворота.

## История
- Станция «Одеон» была открыта 9 января 1910 вместе с другими станциями участка Шатле — Распай линии 4, связавшего два берега реки Сены. 14 апреля 1926 была построена платформа для линии 10, которая на протяжении четырёх лет оставалась восточной конечной линии, до того, пока не был построен участок до станции Пляс д’Итали (теперь это 7-я линия).
- Пассажиропоток пересадочного узла по входу в 2011 году, по данным RATP, составил 6 239 672 человек[1]. В 2013 году этот показатель снизился до 6 156 948 пассажиров (58 место по уровню входного пассажиропотока в Парижском метро)[2]

## Достопримечательности
Помимо театра «Одеон», давшего название пересадочному узлу, вблизи также расположены:
- Люксембургский дворец
- Люксембургский сад
- Лицей Фенелона

## Пересадка на наземный транспорт
- Автобусы 58, 63, 70, 86, 87, 96
- Noctilien N12, N13

## Галерея

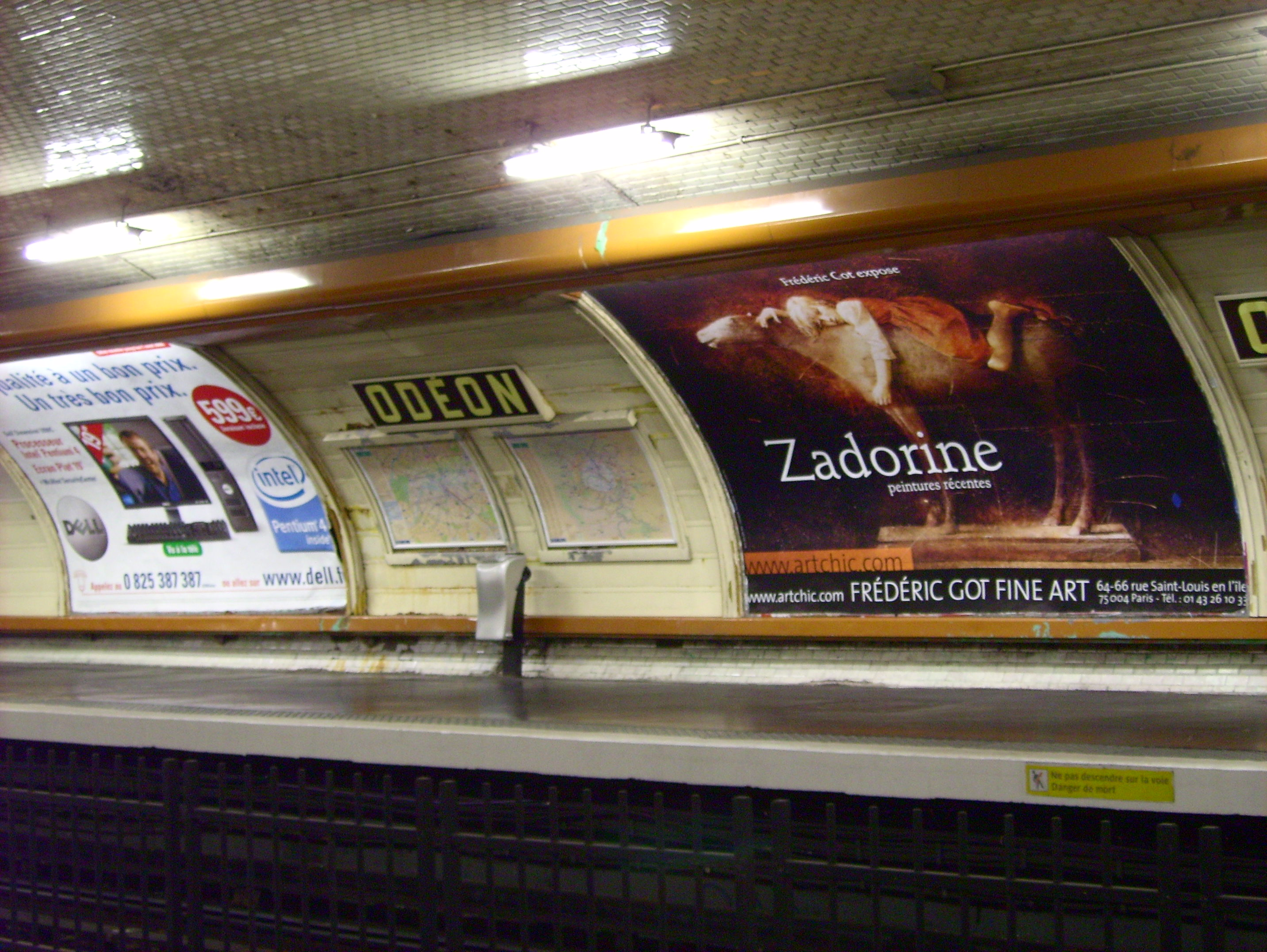
Станция 4-й линии
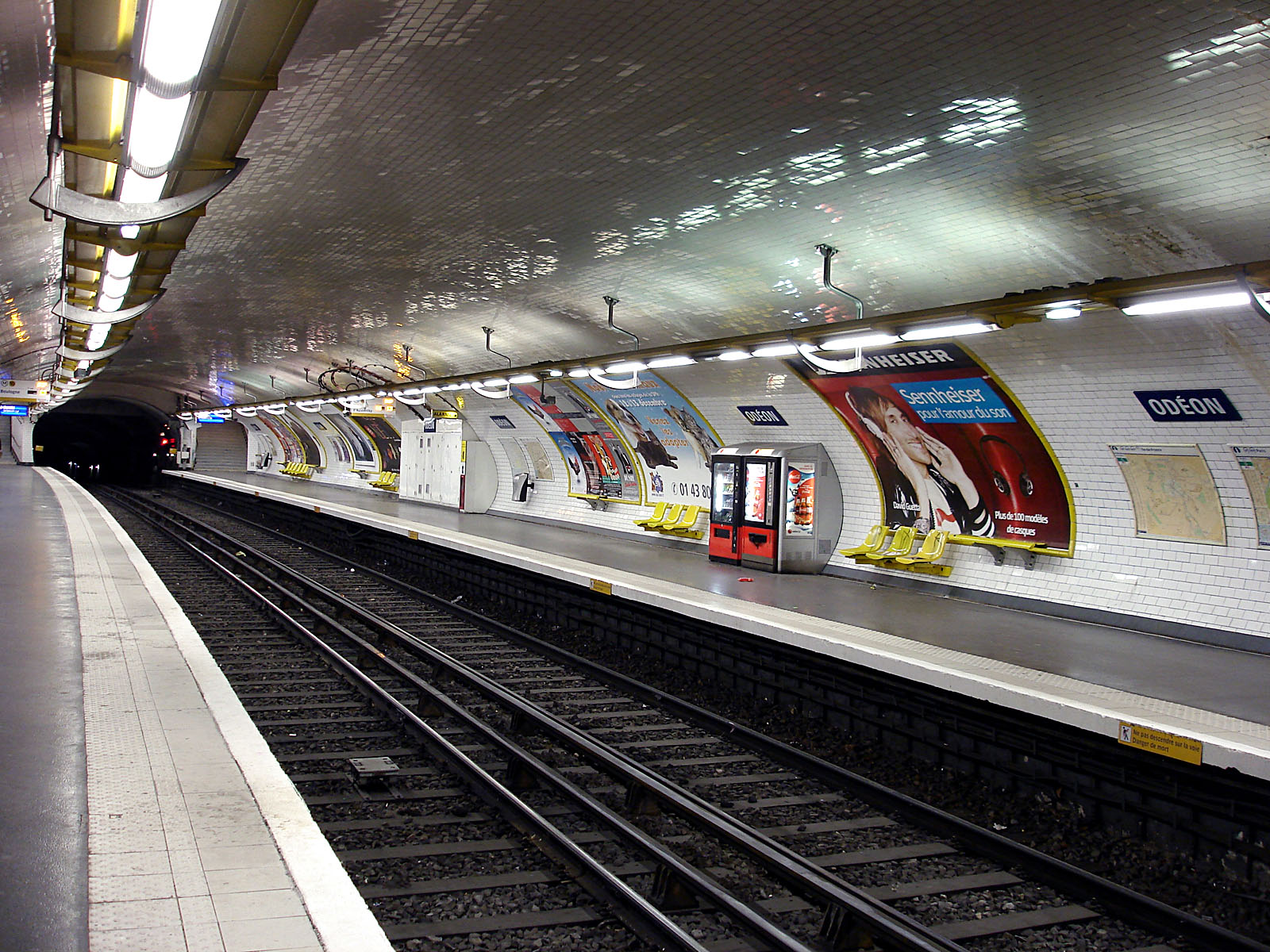
Станция 10-й линии
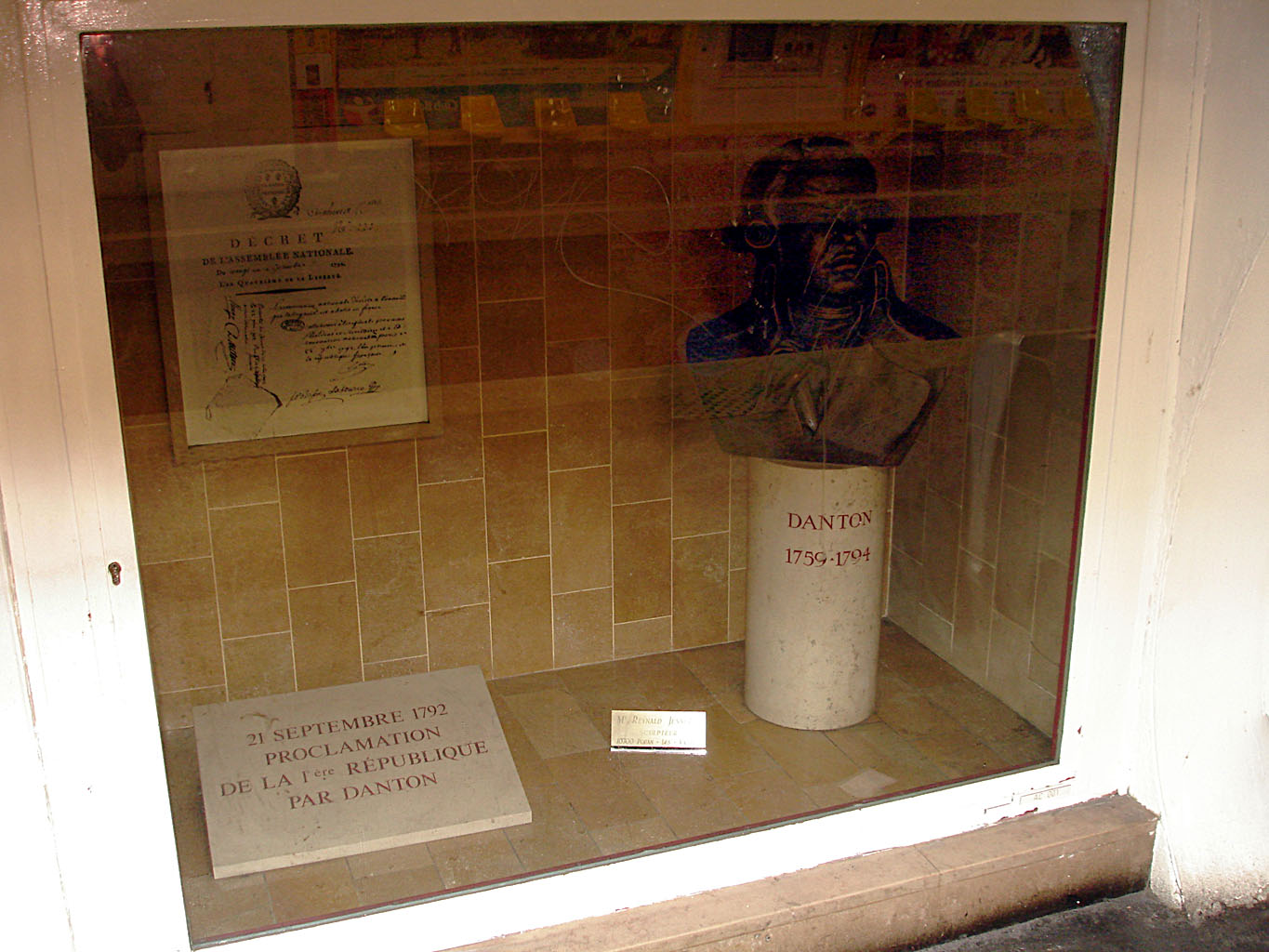
Бюст Дантона, установленный на станции 4-й линии

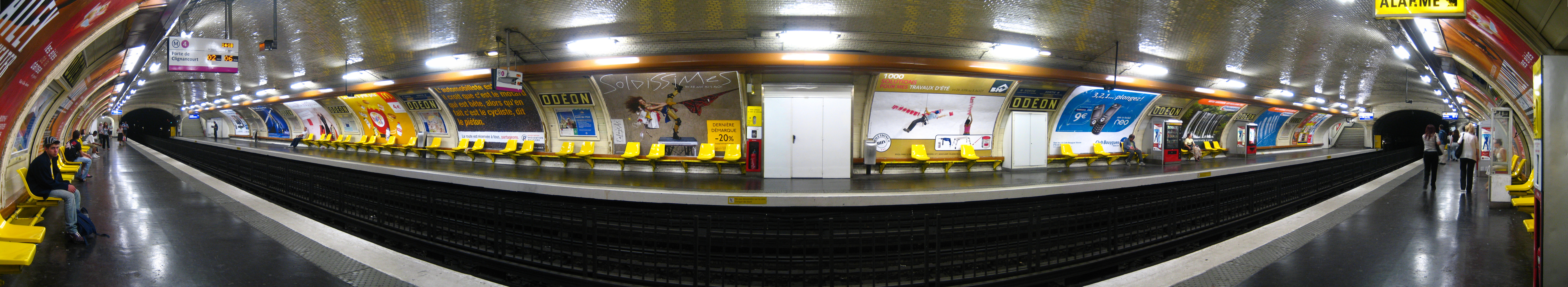
Панорама станции «Одеон» 4-й линии